# Wohlklangslaut
Bei einem Wohlklangslaut handelt es sich um einen Sprachlaut, praktisch immer ein „m“ oder ein „n“, der in bestimmten Fällen an bestimmte Wörter angehängt wird, um einen klanglich „schöneren“ Lautübergang, eine Euphonie, zum nachfolgenden Wort zu erreichen. Dieses Sandhi-Phänomen beobachtet man vorwiegend im Westen des limburgischen Dialektgebiets am Südende der Region Niederrhein in Nordrhein-Westfalen. Man findet Wohlklangslaute sowohl in den ursprünglichen Dialekten als auch – etwas seltener – in der deutschen Regionalsprache in dieser Gegend und teilweise weit darüber hinaus. Dabei ist zu berücksichtigen, dass in den meisten rheinischen Dialekten wie auch im Regiolekt die einzelnen Wörter im Satz nicht deutlich getrennt, sondern ähnlich wie im Französischen gebunden werden. Das kann mit Wohlklangslauten zusammentreffen, tut es aber keineswegs immer. Mit Wohlklangslauten versehen werden fast ausschließlich Wörter, die sich auf männliche Hauptwörter beziehen, einschließlich solcher, die in anderen Sätzen stehen oder nur impliziert, aber nicht erwähnt werden.

## Beispiele
Im Krefelder Platt sagt man etwa lieber Dän Uohme kritt en jooe Rente (Der Onkel bekommt eine gute Rente) als Dä Uohme kritt en jooe Rente, wiewohl letzteres auch grammatikalisch korrekt ist und für die große Mehrzahl der männlichen Wörter die einzige korrekte grammatische Form darstellt.
Ebenso ist Däm Buur säit för däm Knäit wohlklingender als das ebenfalls nicht falsche: Dä Buur säit för dä Knäit (Der Bauer sagte zum Knecht).
Den Aap klömmt op die Muur ist schöner als De Aap klömmt op de Muur (Der Affe erklimmt die Mauer).
Dinnen Aap es kusch klingt wohler als Dinne Aap es kusch (Dein Affe fügt sich).
Enem Bart mot mer stüppe klingt schöner als Ene Bart mot mer stüppe (einen Bart muss man stutzen).
Däm Buom woerd neäven et Huus jepott ist schöner als
Dä Buom woerd neäve et Huus jepott (Der Baum wurde neben das/dem Haus gepflanzt).
Ein Beispiel aus dem Breyeller Platt –  man sagt: Dem Buer hät et Schtrüe op et Büen (Der Bauer hat das Stroh auf der Tenne) und nicht: Dä Buer …
Ebenfalls aus der Ortschaft Breyell, jedoch aus dem dortigen Krämerlatein, dem Heenese Fleck, stammen Beispiele wie: Holt Zinoetes dem Blag? (Kennst Du den Mann?) und Dem Plotte Pretter flickt henes. (Der evangelische Pfarrer spricht gut)

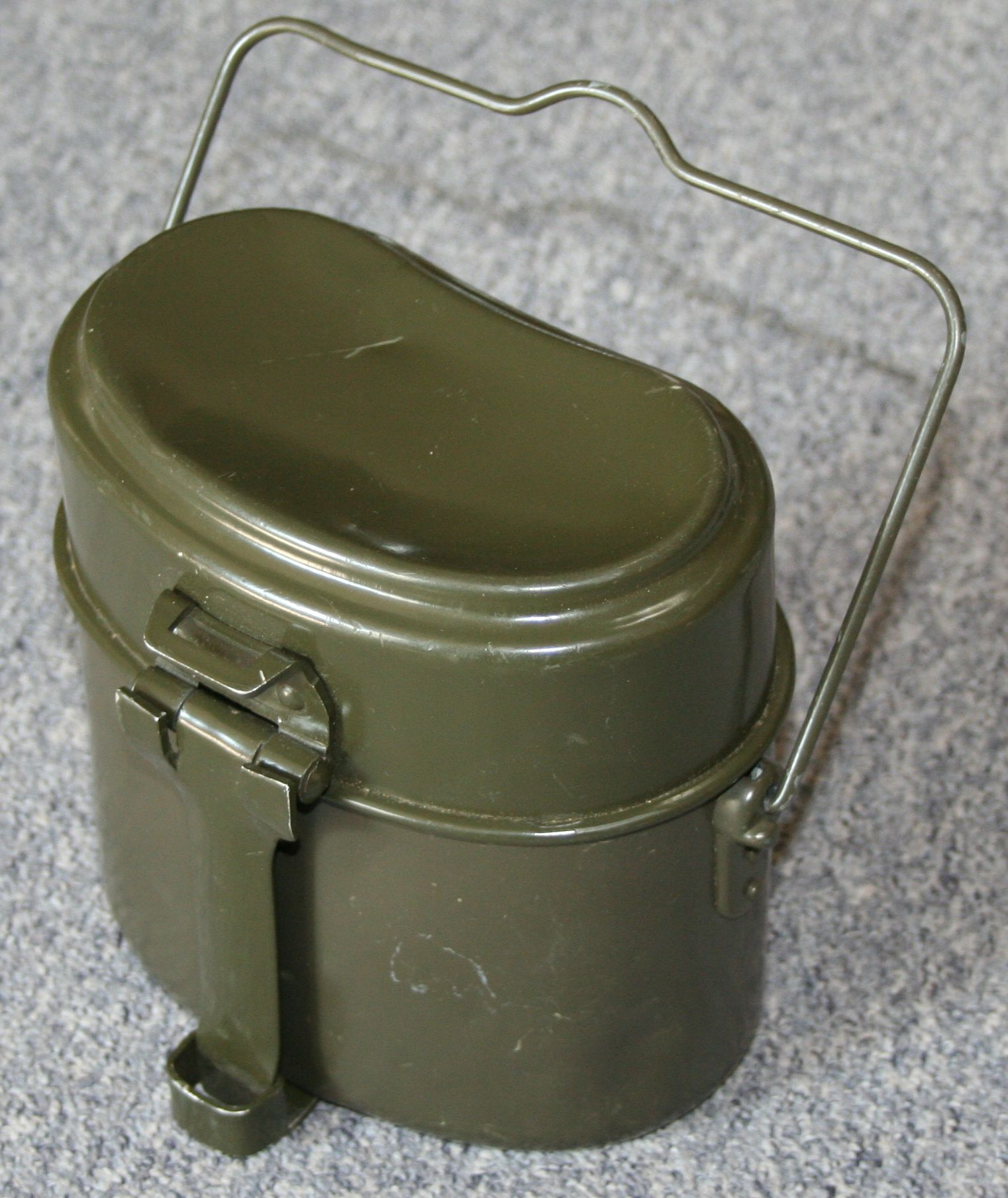
Henkelmann

Im Regiolekt sagt man etwa in der Umgebung der Ruhrmündung Sätze wie: Däm Brill un dem Hengelmann nemp unsern Vatter mit auffe Malooche (Die Brille und den Henkelmann (Warmhaltegefäß für Essen) nimmt unser Vater mit zur Arbeit), während andernorts eher der Brill un der Henkelmann und unser Vatter gesagt wird oder de Brill oder die Brill. „Brille“ ist in den meisten Dialekten des Rheinlands ein männliches Wort.
Allerdings sind regiolektale Ausdrucksweisen wie Do bes enen Leeven (Du bist ein Lieber [Mann]), das auch Do bes ene leeve Kääl heißen kann, weit über das Verbreitungsgebiet der Wohlklangslaute im Dialekt etwa zwischen Heinsberg, Venlo und Düsseldorf hinaus bekannt und werden von Münster bis in die Eifel hinein benutzt und verstanden. So wird in Köln etwa Dingen Vatter hädd_ enen Pöngel Jäld hengerlohße als plattnahe Ausdrucksweise für das „richtige“ kölsche Dinge Vatter hädd_ene Pöngel Jäld hengerlohße verstanden (Dein Vater hat eine ordentliche Summe Geldes hinterlassen). Akzeptiert werden solche Sprechweisen allerdings nur, sofern sie wie die vorstehende mit den kölschen Satzmelodien und -Rhythmen zusammenpassen; würde man aus „Deinem Vater“ „Unseren Vater“ in einer der regiolektalen Varianten Useren Vatter oder Unsen Vatter machen, könnte der Satz nur noch mit ene Pöngel und nicht mit enen Pöngel  … fortgeführt werden, um für Kölsche akzeptabel zu sein. Als nicht-Kölsch verstanden wird er selbstverständlich auch sonst.

## Überregionale Einordnung
Ob es sich bei den Wohklangslauten, die ein „m“ oder „n“ zufügen, um eine Art reziproke Variante oder Fortsetzung der Eifeler Regel im nördlich angrenzenden Sprachgebiet handelt, ist bisher nicht geklärt. Die Eifeler Regel beschreibt den Wegfall eines „n“ oder „nn“ unter gewissen Bedingungen und an bestimmten Positionen.